# Chain of Lights
Chain of Lights – singiel sanmaryńskiego duetu Michele Pernioli i Anity Simoncini wydany w 2015. Piosenkę napisali Ralph Siegel i John O’Flynn.
W 2015 kompozycja reprezentowała San Marino w 60. Konkursie Piosenki Eurowizji organizowanym w Wiedniu. W maju został zaprezentowany przez Perniolego i Simoncini jako trzeci w kolejności podczas drugiego półfinału rozgrywanego 21 maja, i zajął 16. miejsce, zdobywszy 11 punktów, przez co nie awansował do finału.